# کنکورد، ایلینوی
کنکورد (به انگلیسی: Concord) یک روستا در ایالات متحده آمریکا است که در ایلینوی واقع شده‌است. کنکورد ۰٫۷۰ کیلومتر مربع مساحت و ۱۶۷ نفر جمعیت دارد و ۱۸۰٫۱۴ متر بالاتر از سطح دریا واقع شده‌است.